# TCVN 6064:1995
TCVN 6064:1995 quy định bố trí bàn phím chữ Việt dùng trong máy tính cá nhân, trạm làm việc, thiết bị cuối, máy chữ...

## Bố trí bàn phím TCVN 6064:1995[1]
Trong tiêu chuẩn này, có 4 mức độ cấp phát các ký tự hình chữ của các phím trên bàn phím:
- Mức 1: Các ký tự được nhập vào không cần dùng phím chuyển nào.
- Mức 2: Các ký tự được nhập vào bằng cách dùng phím chuyển thông thường.
- Mức 3: Các ký tự được nhập vào bằng cách dùng phím chuyển phụ và không dùng phím chuyển thông thường.
- Mức 4: Các ký tự được nhập vào bằng cách dùng cả phím chuyển phụ lẫn phím chuyển thông thường.

Hai phím chuyền thông thường là Shift phải và Shift trái. Khi một phím chuyển được kích hoạt, ký tự hình chữ được tạo ra bởi việc nhấn một phím khác sẽ thuộc mức 2. Nếu phím chuyển phụ được kích hoạt đồng thời thì ký tự được tạo ra sẽ ở mức 4 thay vì mức 3.
Hai phím chuyển phụ thường được bố trí hai bên dấu, bên dưới phím chuyển chính. Khi phím khoá phụ được sử dụng, các ký tự hình chữ được tạo ra sẽ thuộc vào mức 3 thay vì mức 1 và nếu phím chuyển chính đang có tác dụng thì nó sẽ thuộc vào mức 4 thay vì mức 2.
Ngoài ra còn có phím khoá chuyển làm cho trạng thái bàn phím ở mức 2 có hiệu lực mà không cần phải gõ phím chuyển. Đèn báo trên bàn phím cho biết sự hiện diện tác động của phím khoá.
Các chữ cái và ký hiệu tiếng Việt được phân bố ở dãy phím số (1,2,...,0), và các phím =, [, ].
| Phím*  | Mức 1 | Mức 2 | Mức 3 | Mức 4 |
| ------ | ----- | ----- | ----- | ----- |
| ZA0-00 | ă     | Ă     | 1     | !     |
| ZA0-01 | â     | Â     | 2     | @     |
| ZA0-02 | ê     | Ê     | 3     | #     |
| ZA0-03 | ô     | Ô     | 4     | $     |
| ZA0-04 | huyền | huyền | 5     | %     |
| ZA0-05 | hỏi   | hỏi   | 6     | ^     |
| ZA0-06 | ngã   | ngã   | 7     | &     |
| ZA0-07 | sắc   | sắc   | 8     | *     |
| ZA0-08 | nặng  | nặng  | 9     | (     |
| ZA0-09 | đ     | Đ     | 0     | )     |
| ZA0-10 | -     | _     | ₫     |       |
| ZA1-10 | ư     | Ư     | [     | {     |
| ZA1-11 | ơ     | Ơ     | ]     | }     |

* ZA0, ZA1 là 2 hàng phím chữ số đầu, với thứ tự các phím được đánh số từ 00 trở đi, từ trái sang phải.

## Bố trí bàn phím chữ Việt theo Microsoft Windows
Bàn phím gõ tiếng Việt được Microsoft cung cấp theo các hệ điều hành Windows XP, Windows Vista có cấu trúc tương tự như TCVN 6064:1995, có thay đổi vị trí phím ký hiệu ₫ (tại phím =), dùng phím Alt Gr để chuyển qua lại với bố trí US, và quy định phím thập phân của vùng phím số là dấu ",". Bàn phím này cho ra mã Unicode tổ hợp.
| Phím*  | Bình thường | Shift | Alt Gr (bố trí US chuẩn) | Alt Gr + Shift |
| ------ | ----------- | ----- | ------------------------ | -------------- |
| ZA0-00 | ă           | Ă     | 1                        | !              |
| ZA0-01 | â           | Â     | 2                        | @              |
| ZA0-02 | ê           | Ê     | 3                        | #              |
| ZA0-03 | ô           | Ô     | 4                        | $              |
| ZA0-04 | huyền       | huyền | 5                        | %              |
| ZA0-05 | hỏi         | hỏi   | 6                        | ^              |
| ZA0-06 | ngã         | ngã   | 7                        | &              |
| ZA0-07 | sắc         | sắc   | 8                        | *              |
| ZA0-08 | nặng        | nặng  | 9                        | (              |
| ZA0-09 | đ           | Đ     | 0                        | )              |
| ZA0-11 | ₫           | +     | =                        | +              |
| ZA1-10 | ư           | Ư     | [                        | {              |
| ZA1-11 | ơ           | Ơ     | ]                        | }              |

* ZA0, ZA1 là 2 hàng phím chữ số đầu, với thứ tự các phím được đánh số từ 00 trở đi, từ trái sang phải.
Ngoài bố trí bàn phím có sẵn trong Windows, kiểu gõ này còn được hỗ trợ bởi phần mềm UniKey.

### Cách nhập
Vì bàn phím này cho ra mã Unicode tổ hợp nên ta phải nhập nguyên âm rồi dấu thanh, ví dụ, muốn viết chữ "tiếng" thì phải nhập: TI38NG chứ đừng nhập: TI3NG8, nếu không thì ra chữ "tiênǵ" (dấu sắc ở chữ g, không phải chữ ê)